# Berehynia

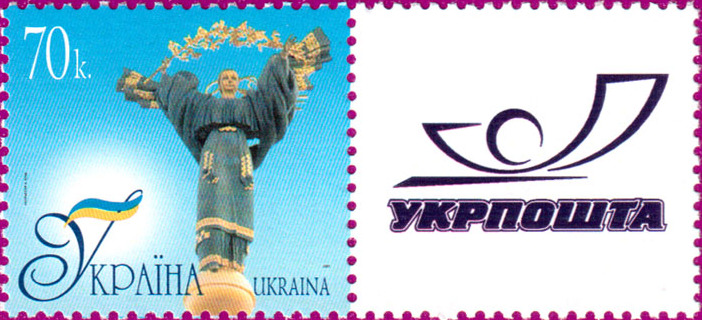
Berehynia en un sello ucraniano.

Berehynia o Bereginia (ruso y ucraniano: Береги́ня) es un espíritu femenino (Vila) en la mitología eslava. Es reconocida como "la diosa eslava" con funciones de "madre tierra, protectora del hogar". A finales del siglo XX, el nacionalismo romántico ucraniano se centró en este mito matriarcal.

## Etimología
La palabra se origina en la mitología eslava precristiana, pero en el uso moderno tiene dos significados. La confusión viene de las etimologías de la palabra "bereh" (ucraniano) bereg, берег (ruso), significa "orilla de río", mientras que "berehynia" (ucraniano) obereg (ruso) significa espíritu protector.
Originalmente, fantasmas oscuros similares a las náyades y rusalkas, vivían en los ríos, lagos y estanques y eran consideradas temperamentales y peligrosas. Una orilla en donde se pensara que podían encontrarse, era evitada por jóvenes hombres y mujeres, especialmente en la oscuridad.

## Actualidad
Desde la independencia de Ucrania, en 1991, ha cambiado aún más, y actualmente es identificada como una combinación de la "madre tierra" y una rusalka. Esta metamorfosis tiene sus raíces en la década de 80 del siglo XX, así como varios escritores ucranianos la personifican como la mujer ideal ucraniana. En consecuencia, Berehynia hoy tiene un lugar en el nacionalismo ucraniano, el feminismo y neopaganismo.
En 2001, una columna con un monumento a Berehnya en la cima, como protectora de Kiev, fue erigida en Maidan Nezalezhnosti en el centro de la ciudad, en el sitio donde se encontraba el monumento a Lenin; si bien Kiev tiene a su histórico protector, el Arcángel Miguel en el escudo de armas de Kiev, cuyo monumento se encuentra del lado opuesto (Puerta de Liadski).